# سیارک ۹۰۸۴
سیارک ۹۰۸۴ (به انگلیسی: 9084 Achristou، نامگذاری:1995CS1) نه هزار و هشتاد و چهارمین سیارک کشف شده‌است که در ۳ فوریه ۱۹۹۵ کشف شد.
قدر مطلق سیارک برابر ۹.۸ است.